# Sprawiedliwy wśród Narodów Świata

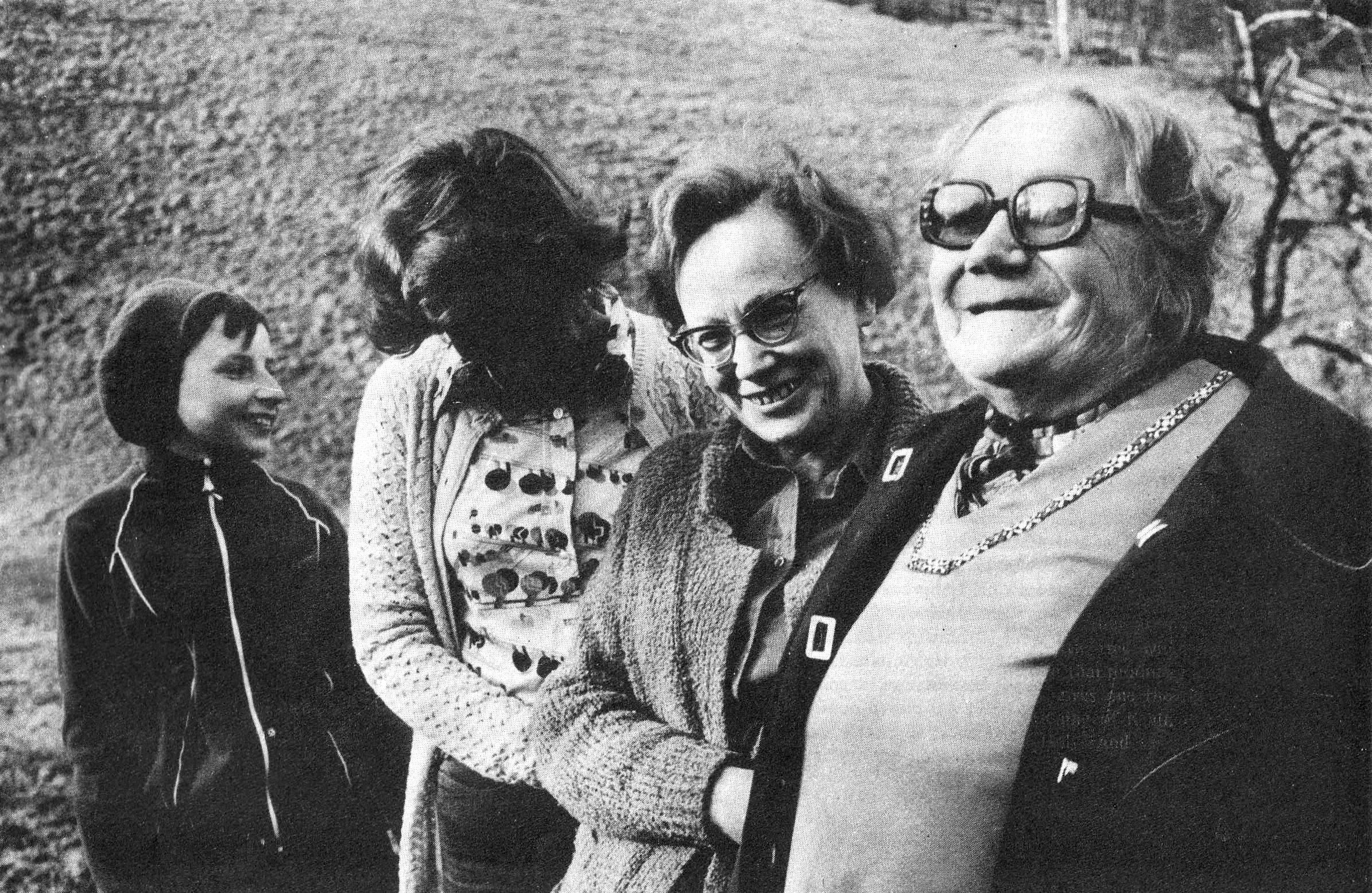
Sprawiedliwe wśród Narodów Świata: Stefania Tyryłło i jej córka Stanisława Pawłowska-Tyryłło. Rodzina Tyryłłów w latach 1943–1944 ukrywała w Wilnie grupę Żydów, uciekinierów z tamtejszego getta

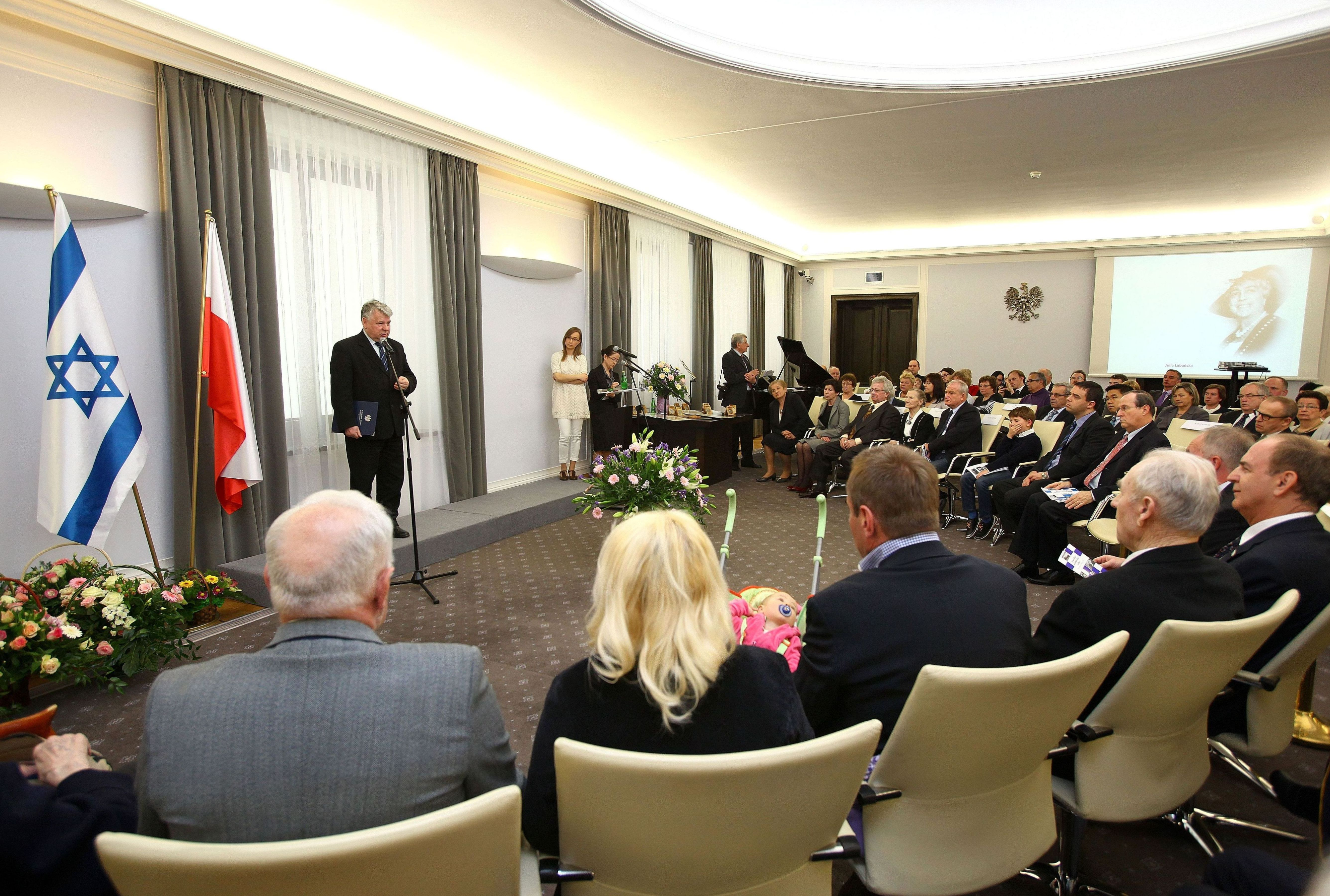
Ceremonia wręczenia medali Sprawiedliwych wśród Narodów Świata w Senacie RP (2012)

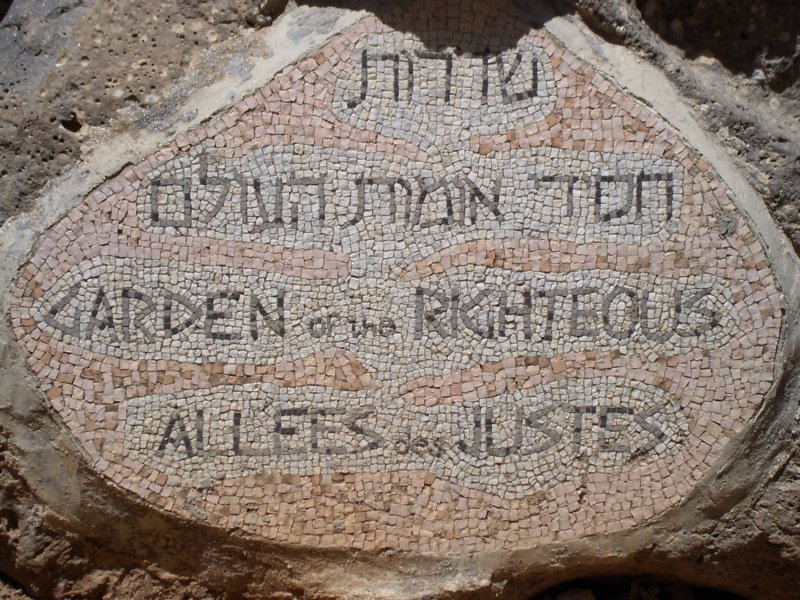
Ogród Sprawiedliwych wśród Narodów Świata w Jad Waszem

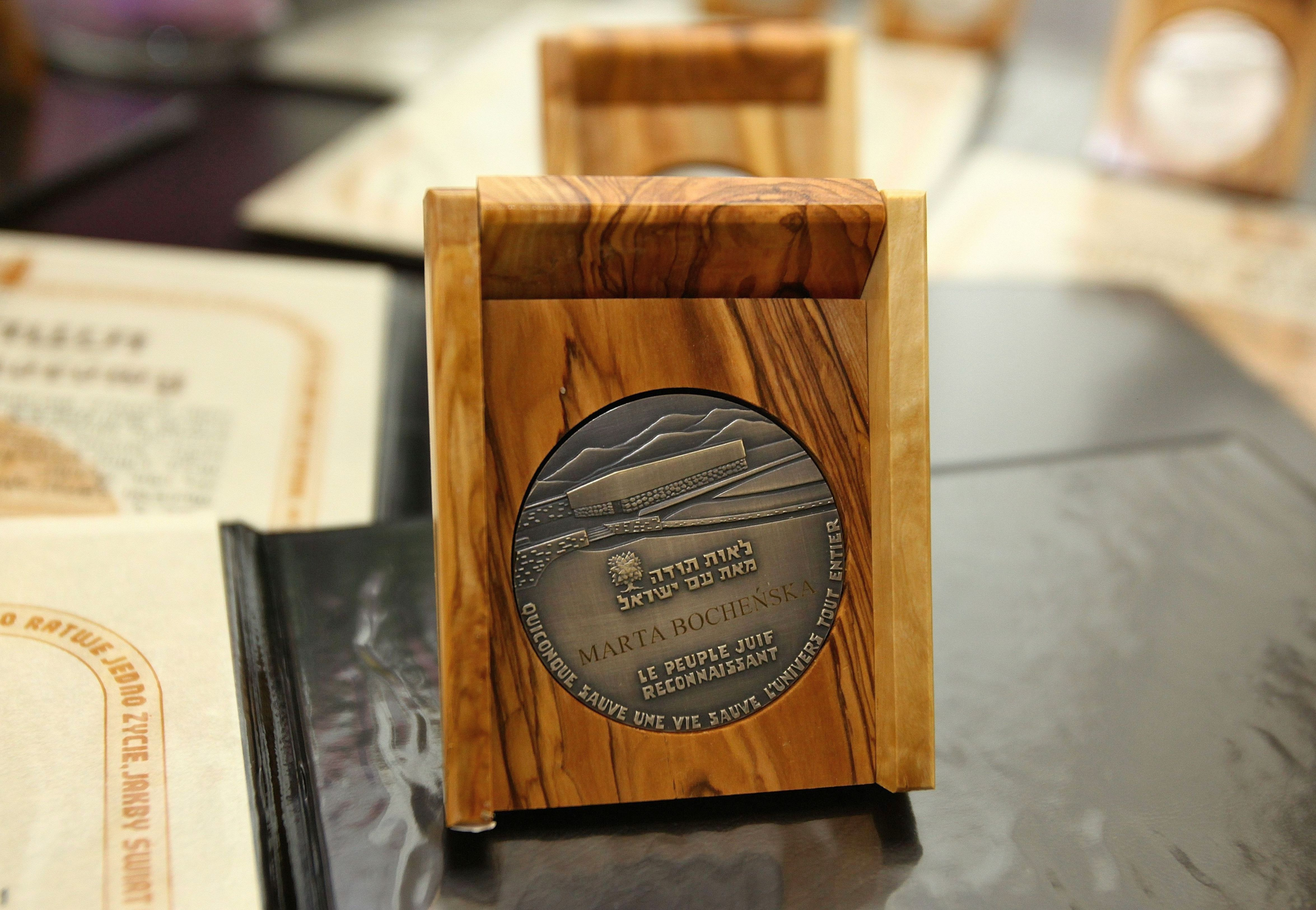
Medal Sprawiedliwej wśród Narodów Świata Marty Bocheńskiej

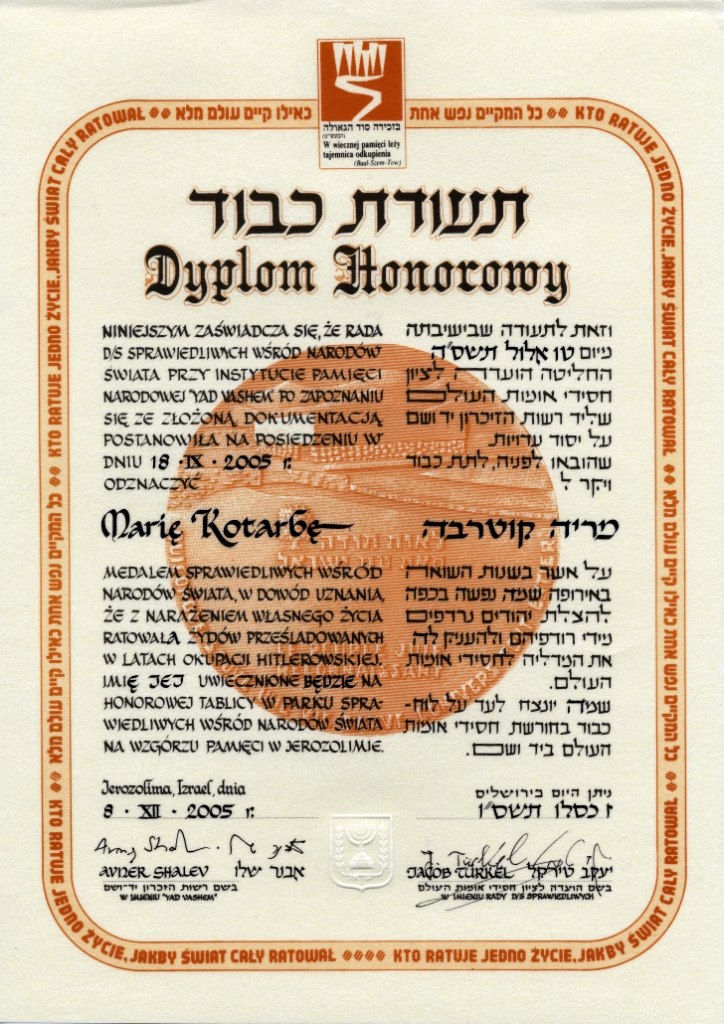
Dyplom honorowy Marii Kotarby

Sprawiedliwy wśród Narodów Świata (hebr. ‏חֲסִיד אֻמּוֹת הָעוֹלָם‎, Chasid Umot ha-Olam) – najwyższe izraelskie odznaczenie cywilne nadawane nie-Żydom, przyznawane przez Instytut Pamięci Męczenników i Bohaterów Holokaustu Jad Waszem w Jerozolimie.

## Historia
Termin Sprawiedliwy wśród Narodów Świata oznaczał pierwotnie w żydowskiej tradycji osoby pochodzenia nieżydowskiego, które były dobrymi, bogobojnymi ludźmi. Według tej tradycji wielki zestaw praw i nakazów zawartych w Torze, ale także w księgach Miszna, Gemara i ustnej tradycji (micwa), odnosi się tylko do Żydów, którzy odziedziczyli powinności po swoich przodkach. W przeciwieństwie do nich nie-Żydzi powinni przestrzegać jedynie prostych i oczywistych, niemal powszechnie przyjętych Siedmiu Praw Noego, ustanowionych po potopie, jak zakaz zabijania ludzi czy spożywania mięsa wyciętego z żywego zwierzęcia.
Judaizm naucza, że „jeśli człowiek niszczy jedno życie, to jest tak, jak gdyby zniszczył cały świat. A jeśli człowiek ratuje jedno życie, to jest tak, jak gdyby uratował cały świat” (Talmud Babiloński, Sanhedryn, 37a).
Autorzy dwutomowej Encyklopedii Sprawiedliwych wśród Narodów Świata (ang. The Encyclopedia of the Righteous Among the Nations) przeprowadzili badania analizujące motywy działania osób ratujących Żydów podczas II wojny światowej i wyodrębnili kilka grup. Największą (49% ankietowanych) była grupa ratująca Żydów ze względu na wieloletnią znajomość przed wojną. Na drugim miejscu (43%) podawane były motywy humanitarne wynikające z niezgody na nieludzkie traktowanie Żydów, podejmowane najczęściej spontanicznie ze względu na moralność. Pozostałe to: polityczno-ideologiczne 5,75%, religijne 2,1% (w tym 0,7% to zakonnicy). W grupie sprawiedliwych znaleźli się nawet antysemici, określani nazwą ratujący antysemici, których było w ujęciu procentowym 0,17%.
Od 6 marca 2013 obchodzony jest Europejski Dzień Pamięci o Sprawiedliwych. Jego ustanowienie poparł m.in. w 2012 Parlament Europejski.

## Zasady i kryteria
Medal i dyplom zostały ustanowione dekretem Knesetu w 1963. Na medalu widnieje pochodzący z Talmudu napis „Kto ratuje jedno życie – ratuje cały świat”.
Kapituła instytutu pamięci Jad Waszem przyznaje wyróżnienie osobom i rodzinom, które z narażeniem własnego życia ratowały Żydów z Holokaustu podczas II wojny światowej. Uhonorowano również francuskie miasteczko Le Chambon-sur-Lignon, holenderskie Nieuwlande, duński ruch oporu, strajk z 25–26 lutego 1941 r. w Amsterdamie i polską Radę Pomocy Żydom (Żegotę). Uprawnieni do składania wniosków o przyznanie tytułu są sami uratowani albo ich bliscy. Dawniej poza medalem i dyplomem Sprawiedliwym przysługiwało także prawo do zasadzenia własnego drzewka w parku otaczającym siedzibę Instytutu, jednak z powodu braku miejsca zwyczaju zaniechano.
Osoba uznana za Sprawiedliwego jest odznaczana specjalnie wybitym medalem noszącym jej imię i nazwisko, dyplomem honorowym i przywilejem wpisania nazwiska na Murze Honorowym w Ogrodzie Sprawiedliwych w Jad Waszem. Odznaczenia są nadawane w trakcie podniosłej ceremonii w Izraelu lub w kraju zamieszkania tej osoby, gdzie działają dyplomatyczni przedstawiciele Izraela. W ceremoniach tych często uczestniczą przedstawiciele miejscowego rządu lub władz lokalnych i są one relacjonowane przez media. Ustawa o Jad Waszem upoważnia instytut Jad Waszem do nadania Sprawiedliwemu, w uznaniu jego zasług, honorowego obywatelstwa państwa Izrael, a jeśli już nie żyje, nadania mu pamiątkowego obywatelstwa.
Każda osoba, którą uznano za Sprawiedliwego wśród Narodów Świata, jest uprawniona do otrzymania od Jad Waszem stosownego certyfikatu. Jeśli osoba ta nie żyje, jej krewny może wystąpić o nadanie jej pamiątkowego obywatelstwa. Polityką Jad Waszem jest kontynuowanie programu tak długo, jak długo wnoszone będą prośby o przyznanie tego tytułu, wsparte mocnymi dowodami, spełniającymi wyznaczone kryteria.
Ważne kryteria:
- Uratowany musi być Żydem, a osoba, która ocaliła mu życie, nie może być narodowości żydowskiej.
- Z uratowaniem życia nie może się wiązać zysk materialny dla wybawcy (zwrot kosztów, na przykład za jedzenie lub mieszkanie, jest akceptowalny).
- Ratunek musiał się wiązać z jakimś ryzykiem dla życia lub wolności wybawcy.

Liczba wniosków o przyznanie tytułu wynosi około 600 rocznie, z czego około 20% jest odrzucanych.
Sprawiedliwy mieszkający w Izraelu otrzymuje co miesiąc wsparcie finansowe w wysokości średniej pensji. Dodatkowo przyznawany jest jemu i jego współmałżonkowi 8-dniowy zasiłek zdrowotny i zapewniane są darmowe usługi zdrowotne, na podstawie izraelskiego prawa ubezpieczeniowego. Obecnie jest to kilkadziesiąt osób.
Sprawiedliwy, który cierpi z powodu kłopotów finansowych, jest wspierany, niezależnie od miejsca zamieszkania, przez fundację Jewish Foundation for the Righteous, założoną w Nowym Jorku organizację filantropijną. Anne Frank Fonds, z siedzibą w Bazylei w Szwajcarii, wyszukuje osoby potrzebujące pomocy medycznej.

## Statystyka
Odznaczenie otrzymało 28 217 osób (stan na styczeń 2022):
| Miejsce | Kraj                                                                                               | Liczba odznaczonych |
| ------- | -------------------------------------------------------------------------------------------------- | ------------------- |
| 1       | Polska                                                                                             | 7232                |
| 2       | Holandia                                                                                           | 5982                |
| 3       | Francja                                                                                            | 4206                |
| 4       | Ukraina                                                                                            | 2691                |
| 5       | Belgia                                                                                             | 1787                |
| 6       | Litwa                                                                                              | 924                 |
| 7       | Węgry                                                                                              | 876                 |
| 8       | Włochy                                                                                             | 766                 |
| 9       | Białoruś                                                                                           | 680                 |
| 10      | Niemcy                                                                                             | 651                 |
| 11      | Słowacja                                                                                           | 638                 |
| 12      | Grecja                                                                                             | 364                 |
| 13      | Rosja                                                                                              | 217                 |
| 14      | Serbia                                                                                             | 139                 |
| 15      | Łotwa                                                                                              | 138                 |
| 16      | Chorwacja                                                                                          | 130                 |
| 17      | Czechy                                                                                             | 125                 |
| 18      | Austria                                                                                            | 115                 |
| 19      | Mołdawia                                                                                           | 79                  |
| 20      | Albania                                                                                            | 75                  |
| 21      | Rumunia                                                                                            | 69                  |
| 22      | Norwegia                                                                                           | 68                  |
| 23      | Bośnia i Hercegowina, Szwajcaria                                                                   | 49                  |
| 25      | Armenia                                                                                            | 24                  |
| 26      | Dania, Wielka Brytania                                                                             | 22                  |
| 28      | Bułgaria                                                                                           | 20                  |
| 29      | Słowenia                                                                                           | 16                  |
| 30      | Macedonia Północna, Szwecja                                                                        | 10                  |
| 32      | Hiszpania                                                                                          | 9                   |
| 33      | Stany Zjednoczone                                                                                  | 5                   |
| 34      | Estonia, Indonezja, Peru, Portugalia                                                               | 3                   |
| 36      | Brazylia, Chile, Chiny                                                                             | 2                   |
| 41      | Czarnogóra, Egipt, Ekwador, Gruzja, Irlandia, Japonia, Kuba, Luksemburg, Salwador, Turcja, Wietnam | 1                   |

## Polscy Sprawiedliwi wśród Narodów Świata
Od 1985 r. działa Polskie Towarzystwo Sprawiedliwych wśród Narodów Świata, skupiające Sprawiedliwych żyjących w Polsce.

## Upamiętnienie w Polsce
- W 2021 roku skrzyżowaniu ulic Mordechaja Anielewicza i Karmelickiej w Warszawie nadano nazwę rondo Sprawiedliwych wśród Narodów Świata[6].